# HMS Salisbury (F32)
Pour les autres navires du même nom, voir HMS Salisbury.
Pour les articles homonymes, voir F32.
Le HMS Salisbury est une frégate de la classe Salisbury (en) de la Royal Navy.

## Histoire
En 1959, le Salisbury se rend à Cleveland et est le premier navire britannique à venir dans le lac Érié depuis 1812. Il intègre la 5e escadre (en) qui sert dans les eaux intérieures, en mer Méditerranée en en Extrême-Orient jusqu'en août 1961. Jusqu'en 1962, il est modernisé et reçoit de nouveaux radars.
Il sert de nouveau dans les eaux intérieures et en Extrême-Orient. Le 25 juin 1964, il subit une collision avec le destroyer Diamond dans la Manche au cours d'un exercice. Après la réparation, la frégate assiste à l'ouverture du pont autoroutier du Forth par la reine Élisabeth II. Le Salibury part en Extrême-Orient où il est présent à l'insurrection de Bornéo en 1963. Le rôle principal du navire était de transporter les Gurkhas dans la zone de guerre et de fournir de la main d'œuvre pour patrouiller dans les rivières. Il patrouille également le long des côtes de l'Afrique de l'Est, à Socotra. La frégate connaît des avaries sur ses deux hélices et est envoyé à Singapour pour trente jours de réparation. En 1967, il se trouve pendant les perturbations dans les Antilles, chargé de transporter la police locale de Saint-Christophe-et-Niévès à l'île d'Anguilla où il y a des troubles. Lors du voyage du retour, il coule le chimiquier ouest-allemand Essberger Chemist qui s'est cassé en deux au large des Açores avec le sous-marin Dreadnought pour envoyer l'épave par le fond.
De 1967 à 1970, le Salisbury a à nouveau une importante modernisation ; les canons Bofors 40 mm sont remplacés par des missiles anti-aériens Sea Cat. En 1975, il participe à la Beira Patrol (en). Il fait des patrouilles au moment de la guerre de la morue en 1976 et est légèrement endommagé lors d'une collision avec le patrouilleur islandais Týr le 1er avril et a deux collisions avec l'Ægir le 20 mai.
En 1977, la frégate entre dans la 1re escadre, présente au jubilé d'argent d'Élisabeth II. En 1978, la frégate va en mer Méditerranée pour des négociations en vue de sa vente àl'Égypte, mais finalement retourne au Royaume-Uni, la vente a échoué. La raison serait que le radar 982 a été retiré du Salisbury  et de son sister-ship Lincoln (en), de même qu'il avait été retiré du sister-ship Llandaff (en) pour sa vente au Bangladesh.
De 1980 à 1985, la frégate est un navire d'entraînement au HMNB Devonport, il est ensuite remplacé par l'Ajax. Le 30 septembre 1985, le Salisbury est coulé comme cible.